# Ое (Ямаґата)

38°22′51″ пн. ш. 140°12′24″ сх. д. / 38.38083° пн. ш. 140.20667° сх. д.
О́е (яп. 大江町, おおえまち, МФА: [oːe mat͡ɕi̥]) — містечко в Японії, в повіті Нісі-Мураяма префектури Ямаґата. Станом на 1 жовтня 2008 площа містечка становила 153,92 км². Станом на 1 січня 2009 населення містечка становило 9519 осіб.